# 純真年代 (2018年電影)
純真年代，2018年中國電影，韩荣声導演，兒童演員范洪涛、张琳、黄宝龙、温正邦等主演。是中國大陸比較少見有客家話對白的電影。電影全部在梅州取景，反映了1980年代客家人的童年生活。